# جون بريتهيت
كان جون بريتهيت (9 سبمتمبر 1786 – 21 فبراير 1834) الحاكم الحادي عشر لولاية كنتاكي. وكان أول ديمقراطي يشغل هذا المنصب وثاني حاكم لولاية كنتاكي يتوفى وهو في منصبه. بعد وفاته بفترة قصيرة، نُظمت مقاطعة بريتهيت وسميت على اسمه تكريمًا له.
خلال السنوات الأولى في مسيرته، عين بريتهيت كبير مساحي ولاية إلينوي. عند عودته إلى كنتاكي، درس بريتهيت في مدرسة ريفية. وتمكن عبر الاستثمارات من جمع ثروة كافية لإعالته في الوقت الذي كان يدرس فيه القانون («اقرأ القانون») مع القاضي كاليب والاس. في عام 1811، انتُخب بريتهيت لأول ولاية من بين ولايات عديدة في مجلس نواب كنتاكي. كان أول مرشح ديمقراطي لمنصب نائب حاكم الولاية في عام 1828. على الرغم من أن ويليام تي باري، مرشح نيابة الرئاسة الذي رافقه، خسر منصب الحاكم لمصلحة توماس ميتكالف، هزم بريتهيت خصمه لمنصب نائب حاكم الولاية.
خلال ولايته كنائب حاكم الولاية، كان بريتهيت واحدًا من مرشحين مقترحين لخلافة جون روان في مجلس شيوخ الولايات المتحدة الأمريكية. بقيت محادثات الجمعية العامة متعثرة حول التعيين والمقعد حتى الولاية التالية للجمعية. في الانتخابات الحاكمية التالية لعام 1832، رُشح بريتهيت من قبل الديمقراطيين لمنصب الحاكم. فاز بريتهيت، إلا أن جيمس ترنر مورهيد، مرشح حزب اليمين لمنصب نائب حاكم الولاية، هزم مرشح نيابة رئاسة بريتهيت. في البداية، تمتع بريتهيت بشعبية بسبب إدانته العلنية لمذهب جون كالهون في الإبطال، إلا أنه واجه صعوبات في سياسة الولاية نظرًا إلى أن حزب اليمين كان يسيطر على السلطة التشريعية. توفي بريتهيت وهو يشغل منصبه إثر إصابته بمرض السل في 21 من شهر فبراير من عام 1834.

## نشأته
ولد جون بريتهيت بالقرب من نيو لندن، مقاطعة هنري فيرجينيا في 9 سبتمبر 1786. وكان الولد الأكبر من بين 5 أولاد و4 بنات ولدوا لويليام وإليزابيث (ويتسيت) بريتهيت. كان ويليام بريتهيت قد هاجر من اسكتلندا إلى ماريلند، ومن ثم استقر في فيرجينيا. كانت إليزابيث تنحدر من سلف إنجليزي.
في وقت لاحق انخرط اثنان من أخوته اللذان كانا يصغرانه سنًا في السياسة: شغل جورج بريتهيت منصب السكرتير الخاص للرئيس الأمريكي آندرو جاكسون. أصبح جيمس بريتهيت محامي كومنولث ولاية كنتاكي. 
تزوجت شقيقتهم جين بريتهيت الدكتور جون سابينغتون من ناشفيل، تينيسي، وانتقل الثنائي إلى منطقة ميسوري الوسطى في عام 1817. طور سابينغتون هناك أعماله التجارية، ومن ثم حصل على أرض وعبيد، لينال نفوذًا سياسيًا في مقاطعة سالين. إلا أنه بات معروفًا على المستوى الوطني من خلال تطويره لدواء نال عليه براءة اختراع: حبوب كينين لعلاج الملاريا وأمراض أخرى من الحمى التي كانت متفشية في وادي ميسوري ووادي الميسيسيبي. صنع سابينغتون وباع الحبوب التي أصبحت الأكثر مبيعًا على المستوى الوطني. أصبح اثنان من أصهرة سابينغتون حاكمين لميسوري، كما أصبح كذلك واحد من أحفاده هو وجين.
نال بريتهيت تعليمه في منزله وفي عدد من المدارس العامة في ولايته الأم. انتقلت أسرته إلى مقاطعة لوغان كنتاكي في عام 1800 حيث أكمل تعليمه. في سنوات رشده الأولى عين مساحًا كبيرًا في إقليم إلينوي. وعاد بريتهيت إلى كنتاكي حيث درس في مدرسة ريفية. استثمر مدخوله في شراء الأراضي وفي فترة قصيرة جمع ثروة كافية لإعالته لعدد من السنوات. درس أو قرأ القانون تحت إشراف القاضي كاليب والاس. وقُبل في محكمة راسلفيل، كنتاكي في عام 1810 وبدأ ممارسته هناك.
في عام 1812، تزوج بريتهيت كارولين ويتيكر من مقاطعة لوغان. أنجب الثنائي ولدًا وابنة سوية. بعد وفاة كارولين، تزوج بريتهيت سوزان إم هاريس من مقاطعة تشيسترفيلد، فيرجينيا. كان لدى بريتهيت ابنة أخرى من زوجته الثانية. وعلى الرغم من وفاة بريتهيت في سن ال 47، فقد توفيت زوجتاه قبله.